# 明神ヶ森
明神ヶ森（みょうじんがもり）は、愛媛県松山市と東温市にまたがる山。標高1,217.0m。高縄山系に属し、その中部にある。

## 概要
福見山から続く稜線で三角に突き出た山頂部は同定が容易であり、黒滝集落にある黒滝神社の奥之院として明神を祀っていたと思われるような山頂部の地形であるが、今はその跡は何もない。

## アクセス
福見山の山頂近くにある福見寺までは車で行けるが、その少し下に分岐があり明神ヶ森方向へ林道が走っていて、尾根筋とその林道が交わるあたりに車を置き、登り始めると簡単に頂上に至ることができる。

## ギャラリー

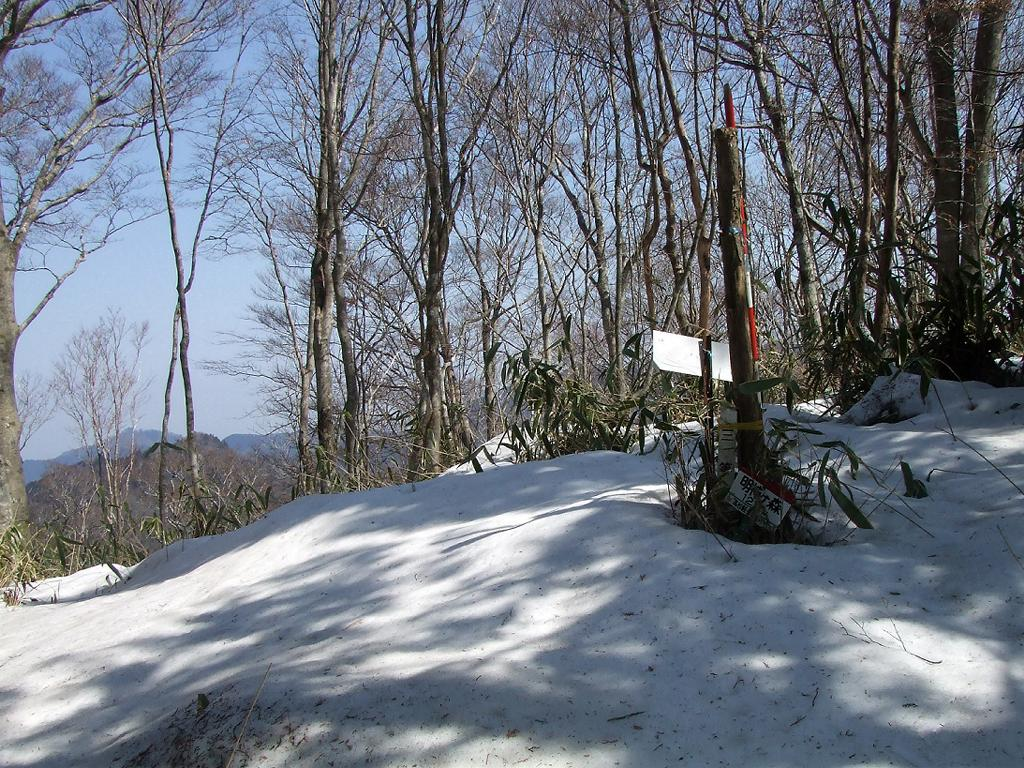
頂上